# Вануа Леву
Вануа Леву (на английски: Vanua Levu) е остров в югозападната част на Тихия океан, втори по големина от групата острови Фиджи. Площта му е 5587 km², а населението през 2022 г. – 160 000 души.
Островът е разположен в северната част на архипелага и има триъгълна форма, като дължината на дългата страна на триъгълника обърната на северозапад и е 180 km, а ширината 30 – 50 km. На югоизток, чрез тесен провлак навътре в океана се вдава полуостров също с триъгълна форма, който е отделен от основния остров чрез залива Натева. На югоизток този полуостров се отделя от остров Тавеуни чрез протока Сомосомо, а на югозапад широкият 61 km проток Ветуира отделя остров Вануа Леву от най-големия остров на архипелага Вити Леву.
За разлика от повечето от островите на Океания, остров Вануа Леву е с континентален произход. Изграден е основно от нагънати кристалинни скали, препокрити от лави. На острова са се съхранили угаснали вулкански конуси с височина до 1032 m – връх Насоролеву. По-голямата част от Вити Леву е с планински релеф, а покрай брега се простира тясна крайбрежна равнина. Често явление са земетресенията. Целият остров е обкръжен от мощни коралови рифове. Климатът е тропически влажен, със средна годишна температура 24° – 29°С и годишна сума на валежите 2000 – 3000 mm. Наветрените югоизточни склонове на планините са покрити с влажни тропични гори, в които виреят ценни дървесни видове, а северозападните, подветрени са заети от савана. Местното население отглежда захарна тръстика, банани, памук, кокосова палма. Извършва де дърводобив на ценна дървесина. На северното му крайбрежие е разположен град Ламбаса, административен център на Северния окръг на Фиджи.
Остров Вити Леву е открит през февруари 1643 г. от видния холандски мореплавател Абел Тасман.